# Fisibach
Fisibach (schweizerdeutsch: ˈfɪʓiˌbɑχ) ist eine Einwohnergemeinde im Schweizer Kanton Aargau. Sie gehört zum Bezirk Zurzach und liegt am Hochrhein an der Grenze zu Deutschland sowie zum Kanton Zürich.

## Geographie
Das Dorf liegt rund einen Kilometer südlich des Rheins. Es ist nach dem gleichnamigen Bach benannt, der von Süden nach Norden fliesst und in den Rhein mündet. Das Tal des Fisibachs, das Bachsertal, ist knapp zweihundert Meter breit und wird auf beiden Seiten von für das Mittelland typischen Schotterterrassen begrenzt, die im frühen Pleistozän durch Mittelmoränenmaterial entstanden sind. Auf dem Gemeindegebiet von Fisibach sind dies der Sanzenberg (552 m ü. M.) im Osten und der Berg (603 m ü. M.) im Westen. Beide sind im unteren Bereich äusserst steil und gehen in lang gestreckte Hochebenen über. Am Hang des Sanzenbergs befindet sich eine Tongrube. Nördlich und östlich des Dorfes erstreckt sich die weite Rheinebene, die im Westen durch den Rietbuck (461 m ü. M.) begrenzt wird und sich zu einem schmalen Streifen verengt. Fisibach kennt keinen eigentlichen Dorfkern, die Häuser stehen rund um eine grosse Wiese im Zentrum. Rund anderthalb Kilometer südlich des Dorfes liegt der Weiler Hägelen (405 m ü. M.), südwestlich davon, auf einer kleinen Terrasse direkt an der Kantonsgrenze, der Weiler Waldhausen (495 m ü. M.).
Die Fläche des Gemeindegebiets beträgt 577 Hektaren, davon sind 264 Hektaren bewaldet und 50 Hektaren überbaut. Der höchste Punkt liegt auf 603 Metern auf der Hochfläche des Bergs, der tiefste auf 332 Metern am Rhein. Nachbargemeinden sind Hohentengen im Norden, Zurzach (Exklave Kaiserstuhl) im Nordosten, Weiach im Osten, Bachs im Südosten, Siglistorf im Südwesten, sowie erneut Zurzach (ehemalige Gemeinden Wislikofen im Westen und Rümikon im Nordwesten).

## Geschichte
Einzelne Funde zeugen von einer Besiedlung der Gegend während der Bronzezeit vor etwa 4000 bis 2800 Jahren. Am Rhein errichteten die Römer um das Jahr 370 einen Wachtturm, nachdem der Fluss als Nordgrenze des Imperiums festgelegt worden war. Die Römer gaben die Grenzbefestigungen jedoch bereits im ersten Jahrzehnt des 5. Jahrhunderts auf, als sie sich über die Alpen zurückzogen. Später besiedelten die Alamannen die Gegend. Die erste Erwähnung von Fusibach erfolgte im Jahr 1050. Später wurde der Ort Nider-Visibachs genannt und von Obervisibachs (heute Teil der Gemeinde Bachs im Kanton Zürich) unterschieden. Der Ortsname stammt vom althochdeutschen Funsinbah und bedeutet «Bach des Funso».
Die Edlen von Waldhausen besassen beim gleichnamigen Weiler eine kleine Burg, die aber bereits 1471 als Burgstall bezeichnet wurde und von der heute nichts mehr erhalten geblieben ist. Die Edlen stifteten 1113 die Propstei Wislikofen und schenkten dem Kloster St. Blasien zu diesem Zweck umfangreichen Grundbesitz. Auf einer Insel im Rhein stand die Burg Schwarzwasserstelz, deren Ruinen allerdings 1875 abgebrochen worden sind. Die Herren von Wasserstelz übten die niedere Gerichtsbarkeit über Fisibach aus, ab 1363 das Bistum Konstanz. Die Blutgerichtsbarkeit war ebenfalls im Besitz des Bistums.
Die Eidgenossen eroberten 1415 den Aargau. Fisibach gehörte nun zum Amt Kaiserstuhl der Grafschaft Baden, einer Gemeinen Herrschaft. Der Landvogt zog die niedere Gerichtsbarkeit über Waldhausen und Hägelen an sich, jene über Fisibach gelangte 1589 zur Familie Tschudi aus Glarus. Obwohl bereits seit dem 17. Jahrhundert eine Kapelle bestand, waren die Bewohner Fisibachs bis 1842 nach Hohentengen kirchgenössig, seither nach Kaiserstuhl. Im März 1798 nahmen die Franzosen die Schweiz ein und riefen die Helvetische Republik aus. Fisibach war zunächst eine Gemeinde im kurzlebigen Kanton Baden, seit 1803 gehört sie zum Kanton Aargau.
Am 1. August 1876 eröffnete die Schweizerische Nordostbahn die Bahnstrecke Winterthur–Koblenz. Die Gemeinde profitierte aber nur indirekt, da der nächstgelegene Bahnhof Weiach-Kaiserstuhl über zwei Kilometer entfernt lag. In der zweiten Hälfte des 19. Jahrhunderts nahm die Bevölkerungszahl um über 40 Prozent ab, da viele verarmte Bewohner wegzogen oder gar nach Übersee auswanderten. Bis zu Beginn des 21. Jahrhunderts hatte Fisibach weniger Einwohner als im Jahr 1850. Bis weit ins 20. Jahrhundert hinein blieb die Gemeinde landwirtschaftlich geprägt, der einzige nennenswerte Industriebetrieb ist die Ziegelei.
Das seit 2014 laufende Fusionsprojekt «Rheintal+», welches einen Zusammenschluss zur Gemeinde Zurzach vorsieht, war in Fisibach stets umstritten. Am 6. April 2017 lehnte es die Gemeindeversammlung ab, sich finanziell an einer vertieften Prüfung der Gemeindefusion zu beteiligen und nahm sogar einen Antrag an, der die Prüfung eines Wechsels zum Kanton Zürich verlangte. Man befürchtete, in Zukunft die Schulkinder nicht mehr in die zürcherische Nachbargemeinde Weiach schicken zu können. Die Aargauer Kantonsregierung lehnte den Wunsch nach einem Kantonswechsel kategorisch ab, sicherte aber zu, dass der Schulbesuch in Weiach in Zukunft weiterhin möglich sei. Daraufhin stimmte die Gemeindeversammlung am 6. September 2017 dem Anteil am Prüfungskredit doch noch zu, wenn auch sehr knapp mit nur vier Stimmen Unterschied. Während die neun anderen beteiligten Gemeinden am 23. Mai 2019 dem Zusammenschlussvertrag zustimmten, resultierte in Fisibach eine Ablehnung (31 zu 136 Stimmen). Aufgrund der Deutlichkeit des Ergebnisses (mehr als die Hälfte aller Stimmberechtigten stimmten Nein) ist der Entscheid definitiv.

## Sehenswürdigkeiten
Auf dem Gebiet der Gemeinde liegt im Rhein eine kleine Insel. Auf dieser stand einst die Burg Schwarzwasserstelz, die 1875 abgebrochen wurde. Im Zweiten Weltkrieg errichtete das Militär dort einen Bunker, der heute noch erhalten ist.
Die kürzlich restaurierte Dorfkapelle von Fisibach stammt aus dem 17. Jahrhundert, der Altar ist im Rokoko-Stil, die Chorfresken im frühbarocken Stil.
Das Ebianum Baggermuseum zeigt die Baumaschinengeschichte der Eberhard Unternehmungen mit historischen Maschinen und Fahrzeugen. Das Museum präsentiert eine der weltweit grössten Modellausstellungen mit über 3’000 Baumaschinen-, Lastwagen- und Kranmodellen.

## Wappen
Die Blasonierung des Gemeindewappens lautet: «In Blau gelber Balken, mit drei blauen, rot bewehrten Bachstelzen.» Hierbei handelt es sich um das Wappen der Ministerialadligen von Wasserstelz, das 1939 von der Gemeinde übernommen wurde.

## Bevölkerung
Die Einwohnerzahlen entwickelten sich wie folgt:
| Jahr      | 1799 | 1850 | 1900 | 1930 | 1950 | 1960 | 1970 | 1980 | 1990 | 2000 | 2010 | 2020 |
| Einwohner | 157  | 404  | 246  | 256  | 309  | 284  | 301  | 319  | 375  | 361  | 386  | 543  |

Am 31. Dezember 2023 lebten 590 Menschen in Fisibach, der Ausländeranteil betrug 34,9 %. Bei der Volkszählung 2015 bezeichneten sich 37,7 % als römisch-katholisch und 27,0 % als reformiert; 35,3 % waren konfessionslos oder gehörten anderen Glaubensrichtungen an. 91,7 % gaben bei der Volkszählung 2000 Deutsch als ihre Hauptsprache an, 1,9 % Italienisch und 1,7 % Französisch.

## Politik und Recht
Die Versammlung der Stimmberechtigten, die Gemeindeversammlung, übt die Legislativgewalt aus. Ausführende Behörde ist der fünfköpfige Gemeinderat. Er wird im Majorzverfahren vom Volk gewählt, seine Amtsdauer beträgt vier Jahre. Der Gemeinderat führt und repräsentiert die Gemeinde. Dazu vollzieht er die Beschlüsse der Gemeindeversammlung und die Aufgaben, die ihm vom Kanton zugeteilt wurden. Für Rechtsstreitigkeiten ist in erster Instanz das Bezirksgericht Zurzach zuständig. Fisibach gehört zum Friedensrichterkreis XVII (Zurzach).

## Wirtschaft
In Fisibach gibt es gemäss der im Jahr 2015 erhobenen Statistik der Unternehmensstruktur (STATENT) rund 130 Arbeitsplätze, davon 26 % in der Landwirtschaft, 32 % in der Industrie und 42 % im Dienstleistungssektor. Wichtigstes Unternehmen ist eine Ziegelei, der Lehm für die Herstellung von Ziegelsteinen stammt aus der Tongrube südlich des Dorfes. Daneben gibt es ein Tiefbau-Unternehmen, eine Schreinerei und andere kleine Betriebe. Die meisten Erwerbstätigen sind Wegpendler und arbeiten in Bad Zurzach und Umgebung oder in der Region Baden.

## Verkehr
Fisibach ist über die Hauptstrasse 7 zwischen Basel und Winterthur leicht erreichbar, wobei das Dorf nicht unmittelbar vom Durchgangsverkehr betroffen ist. Die Kantonsstrasse 283 führt nach Siglistorf, die Kantonsstrasse 429 in Richtung Dielsdorf. Die Anbindung an das Netz des öffentlichen Verkehrs erfolgt durch eine Postautolinie von Kaiserstuhl über Niederweningen zum Bahnhof Baden. An Wochenenden verkehrt ein Nachtbus von Oberglatt über Kaiserstuhl nach Bachs. Der nächstgelegene Bahnhof liegt einen Kilometer entfernt in Kaiserstuhl.

## Bildung
Das Fisibacher Schulhaus musste aufgrund rückläufiger Schülerzahlen und der Regionalisierung der Schulorganisation im Sommer 2016 geschlossen werden. Seither werden Kindergarten und Primarschule in der zürcherischen Nachbargemeinde Weiach geführt, die Oberstufe kann in Stadel absolviert werden. Das nächstgelegene Gymnasium ist die Kantonsschule Zürcher Unterland in Bülach.

## Bilder

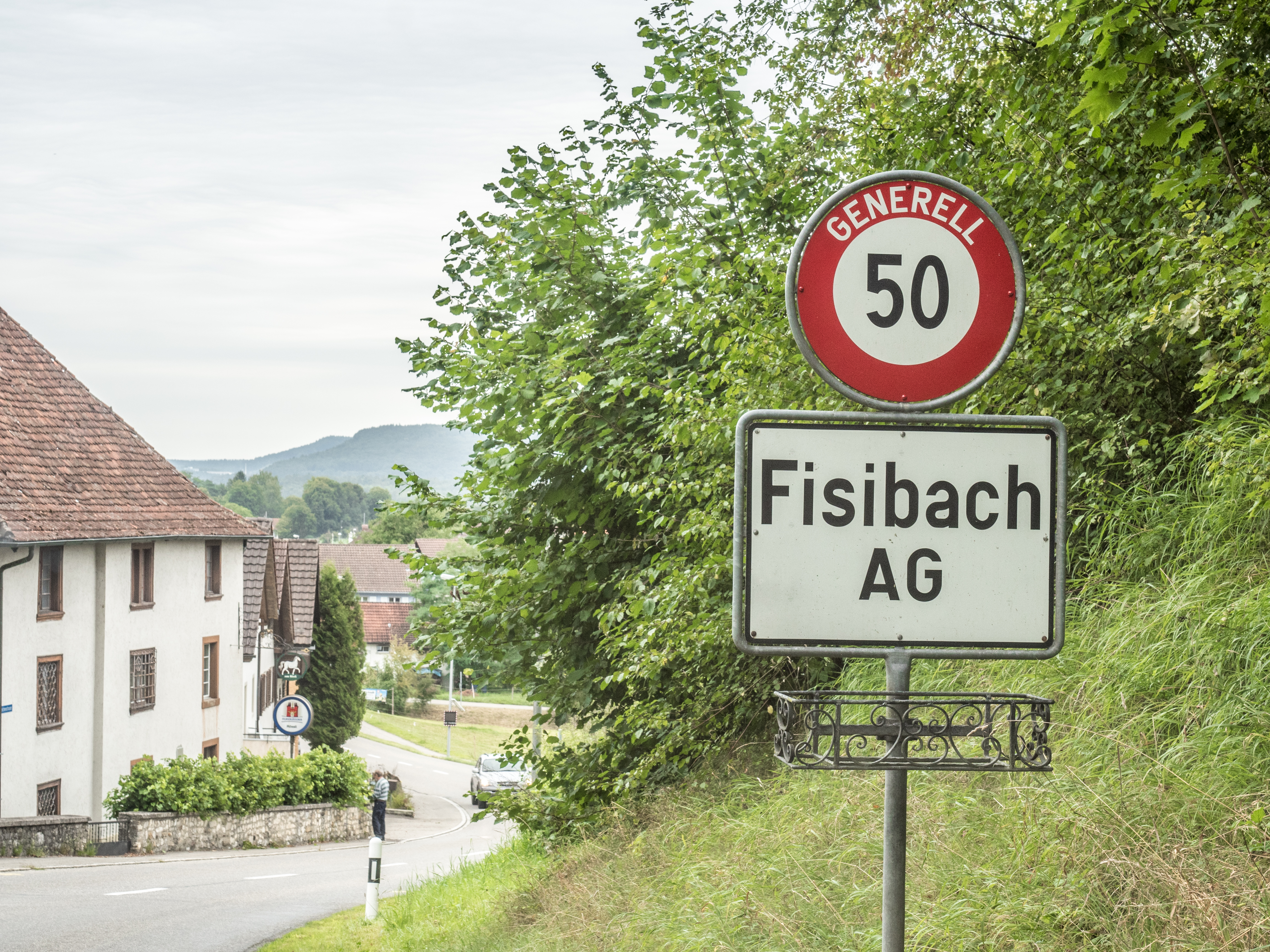
Ortstafel Fisibach
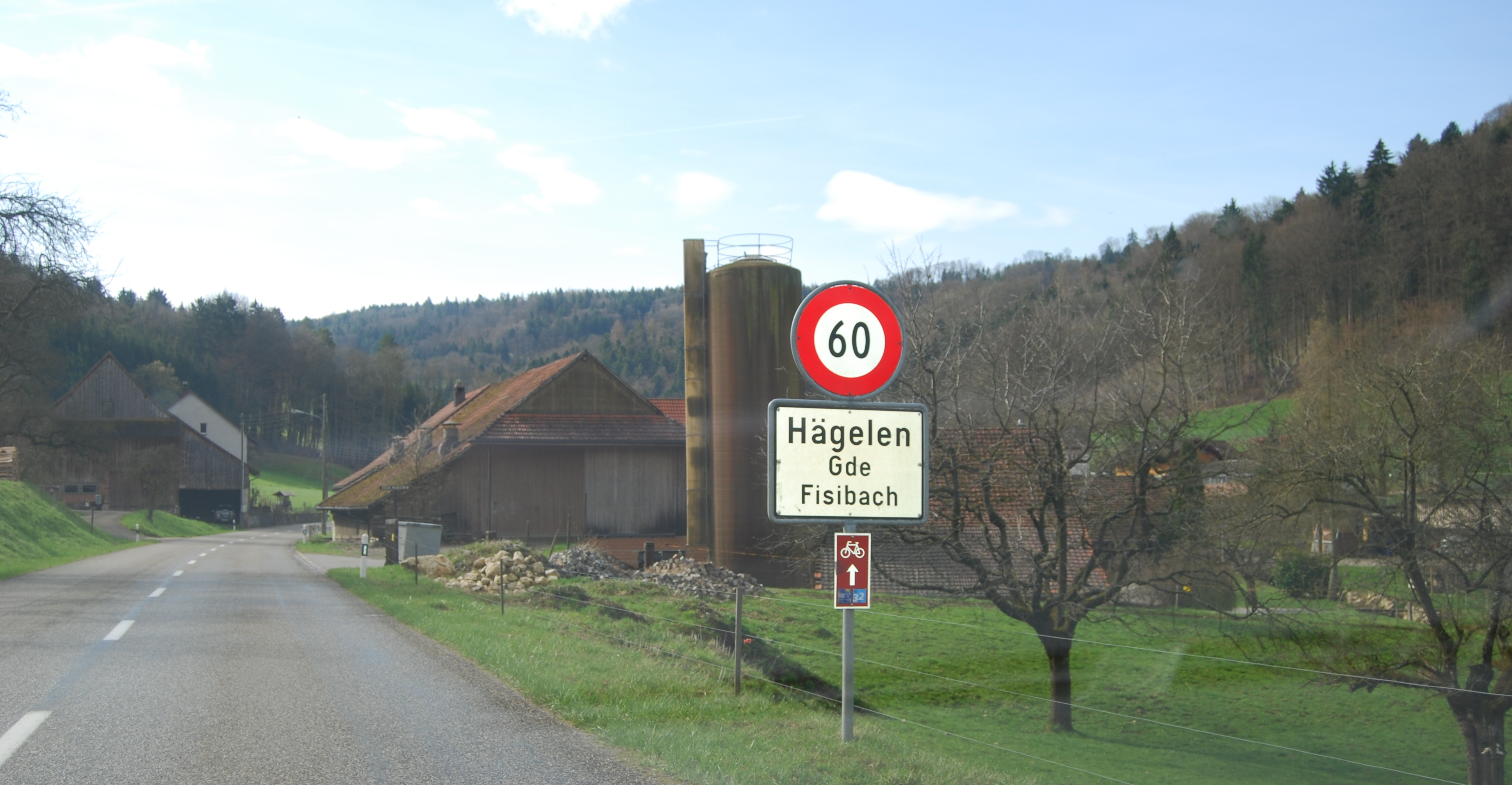
Ortstafel Hägelen
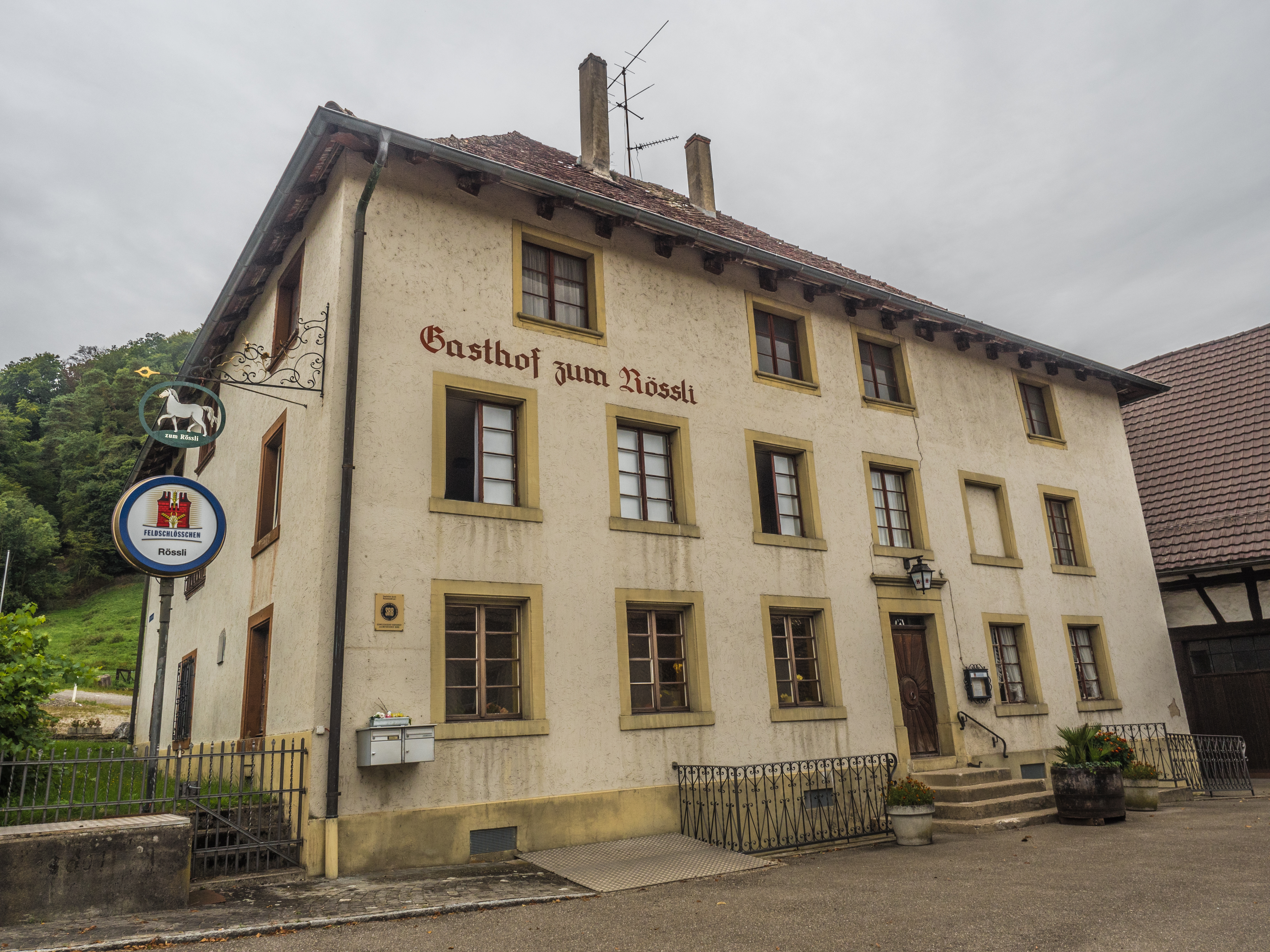
Gasthof zum Rössli
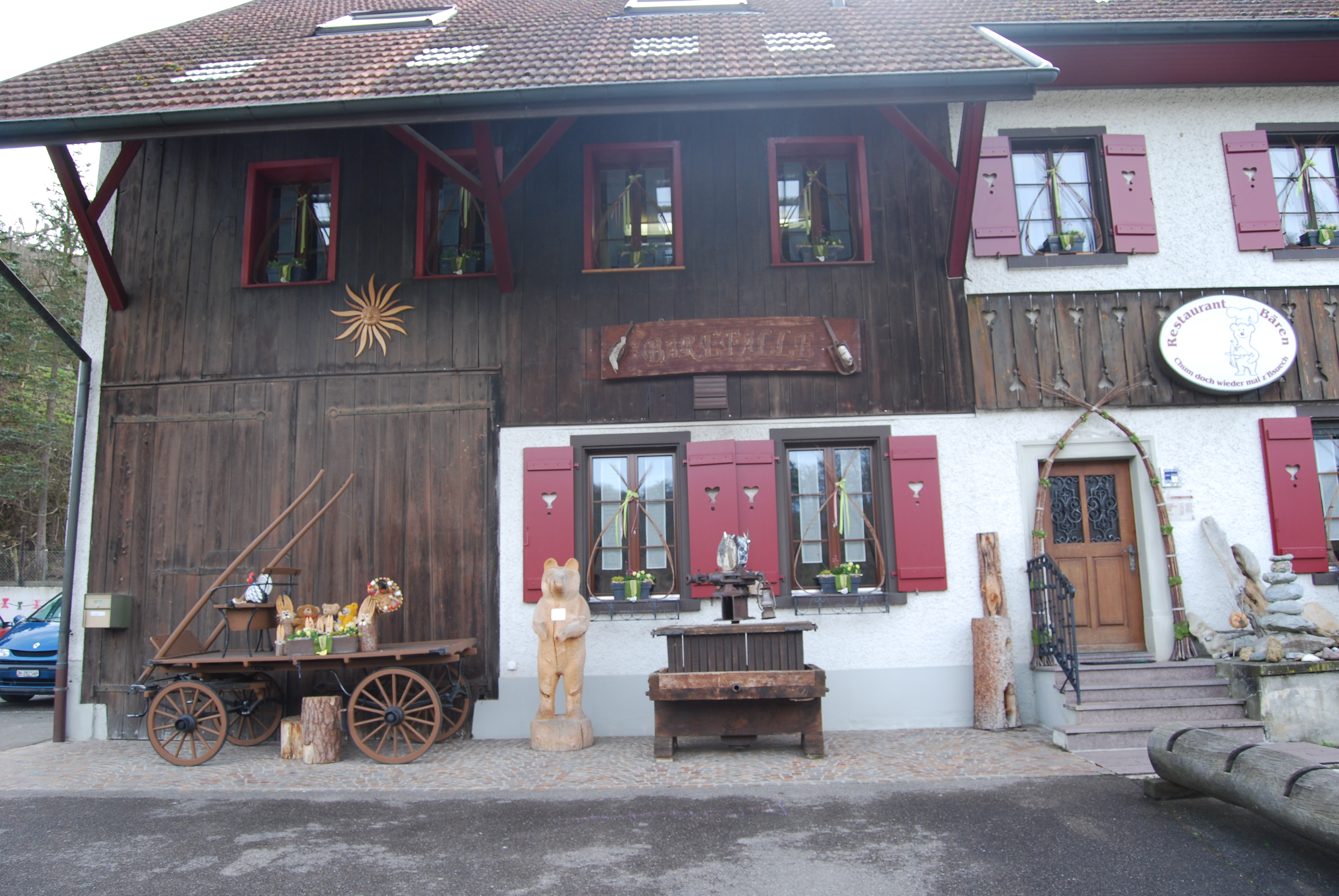
Restaurant Bären
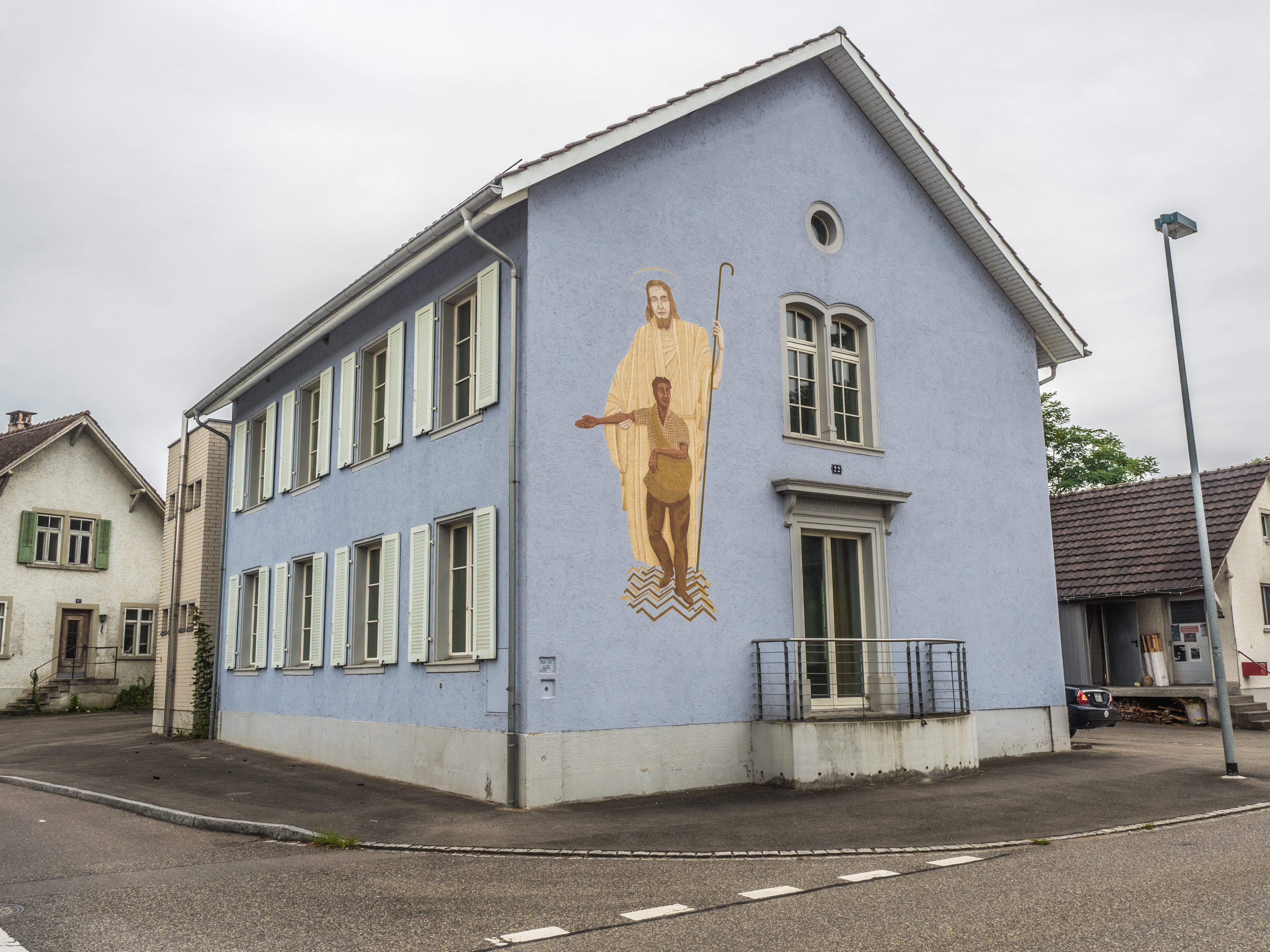
Altes Schul- und Gemeindehaus (1846)
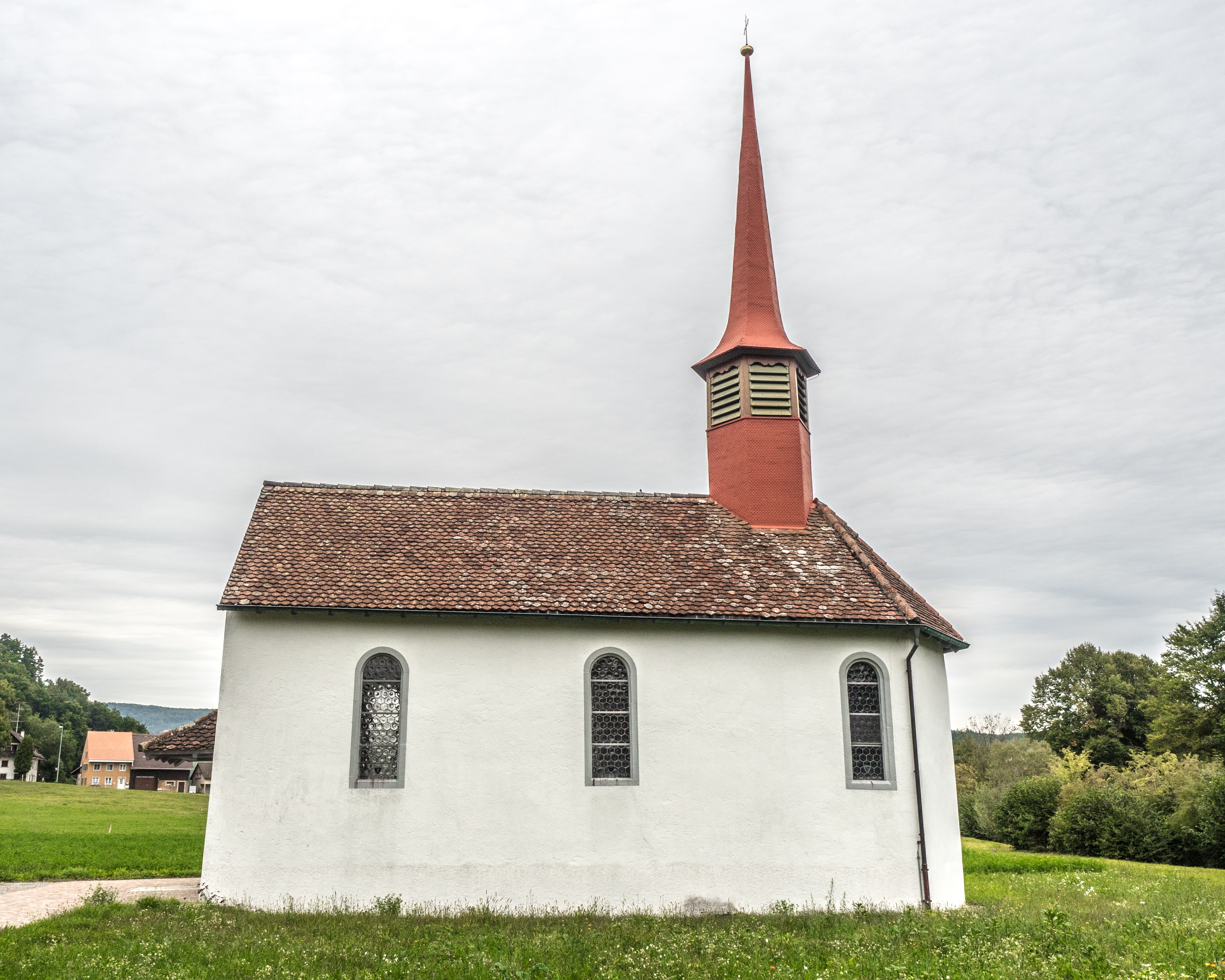
St. Agatha Kapelle (17. Jh.)
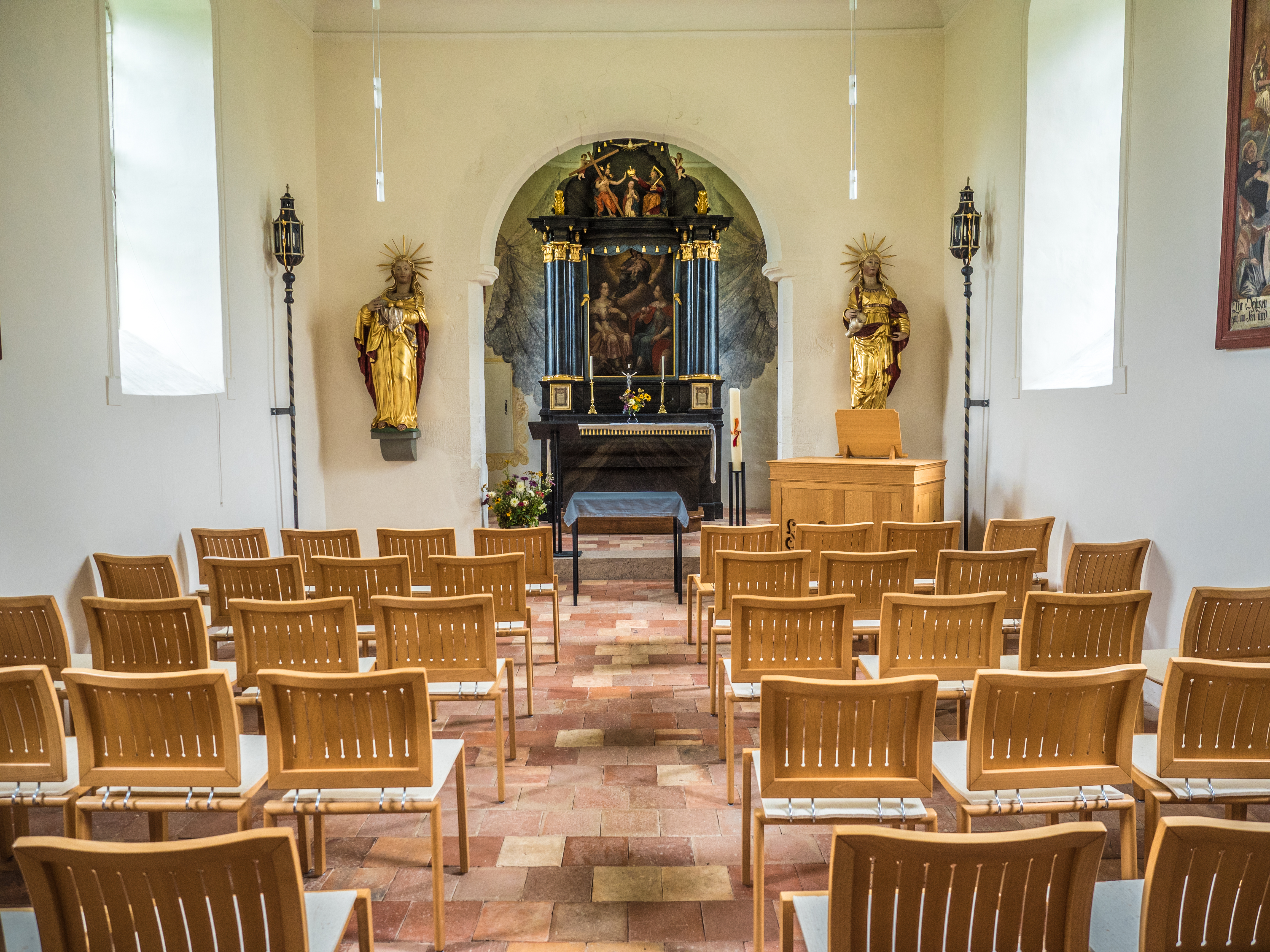
St. Agatha Kapelle, Innenansicht
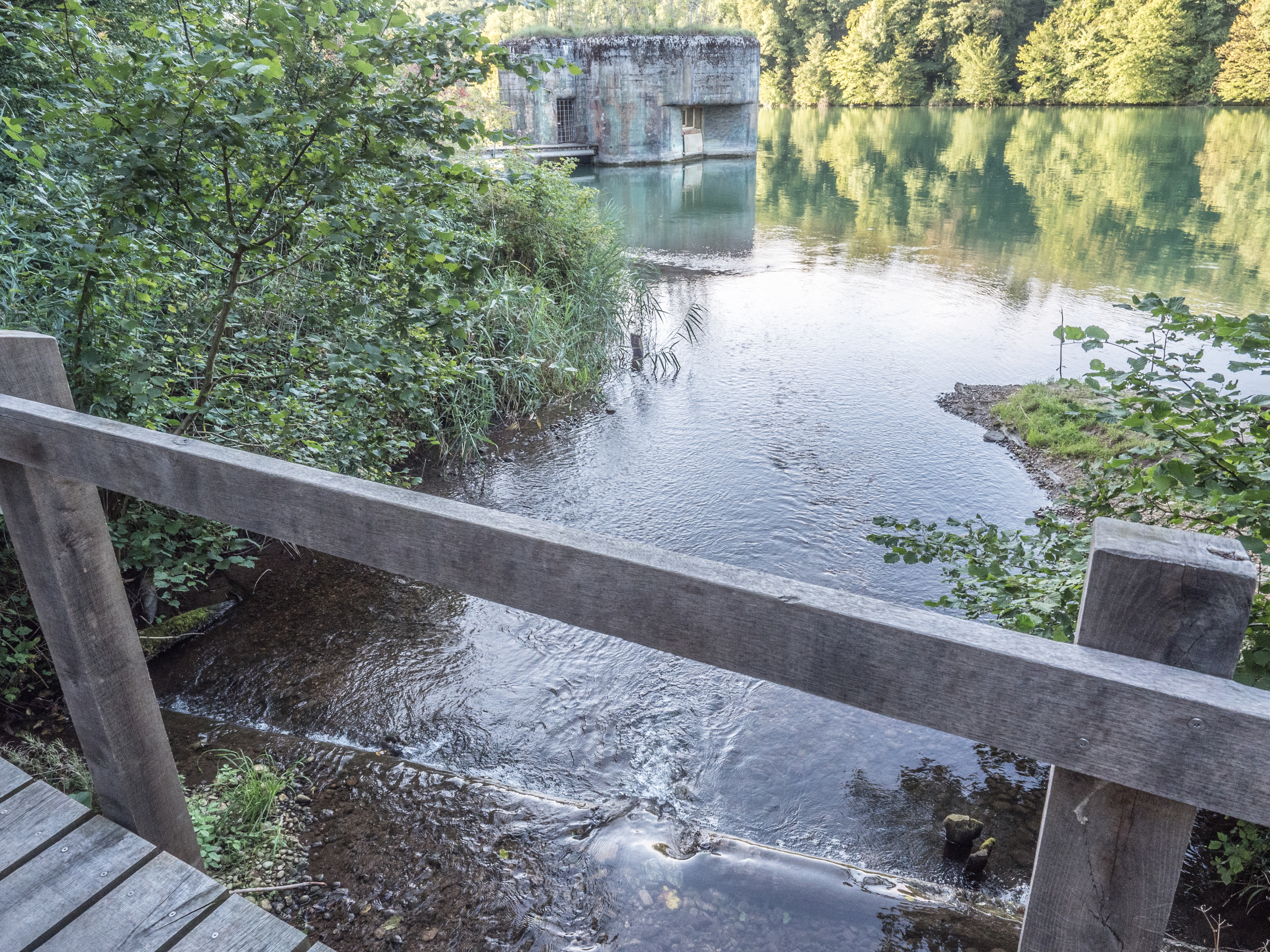
Fisibach Flussmündung in den Hochrhein
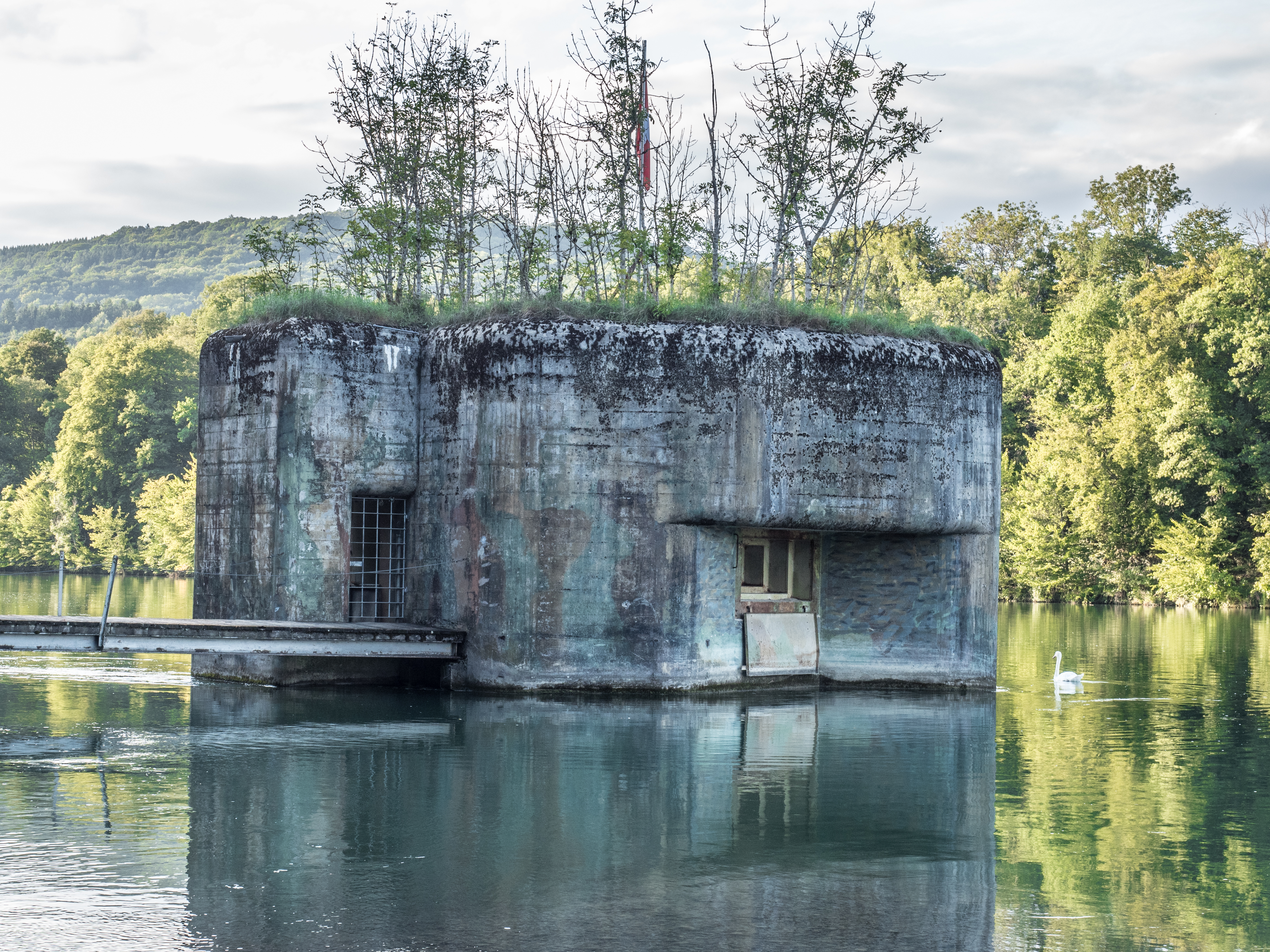
Infanteriebunker «Fisibach-Bleiche» am Hochrhein
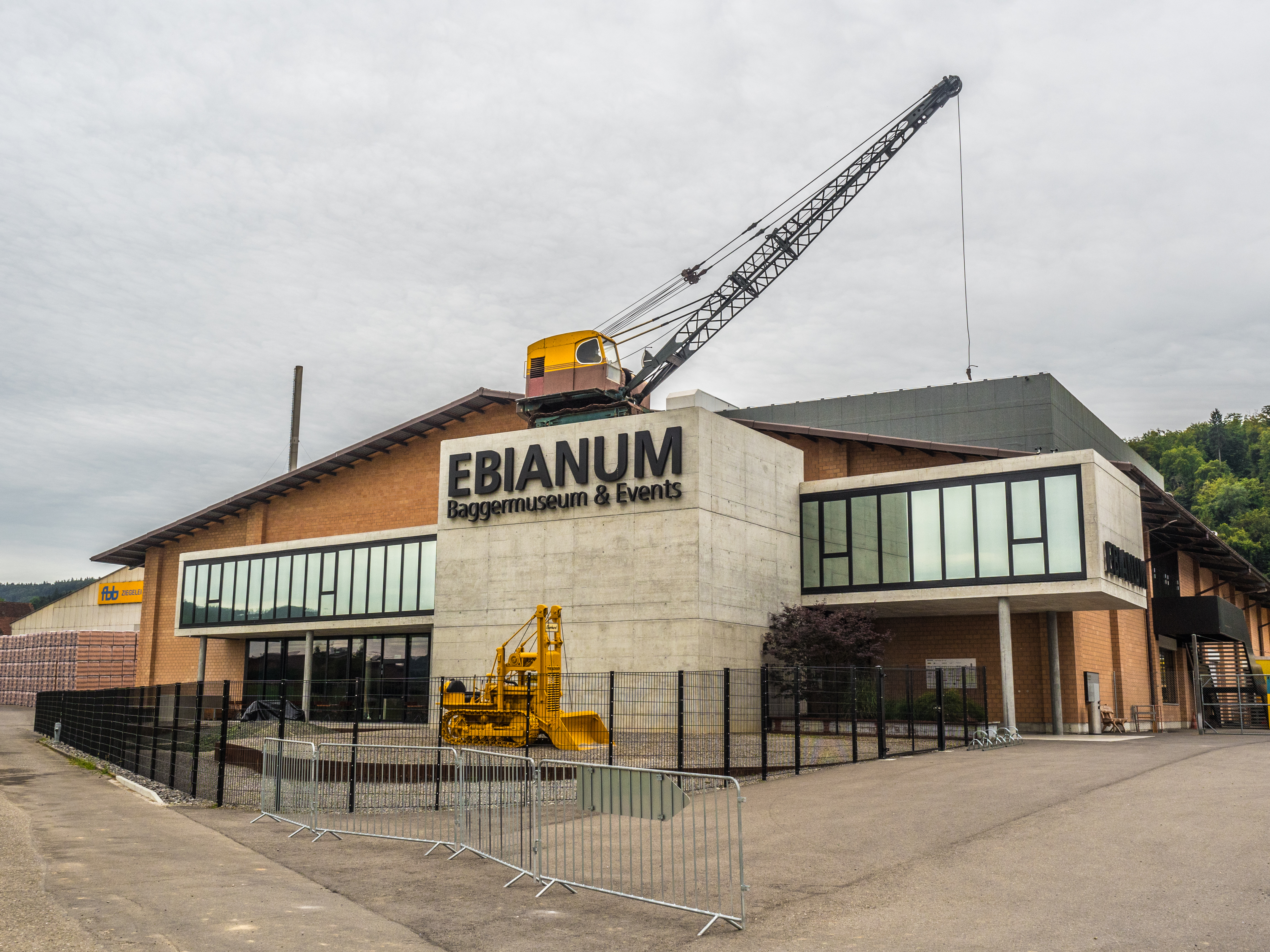
Ebianum Baggermuseum & Events
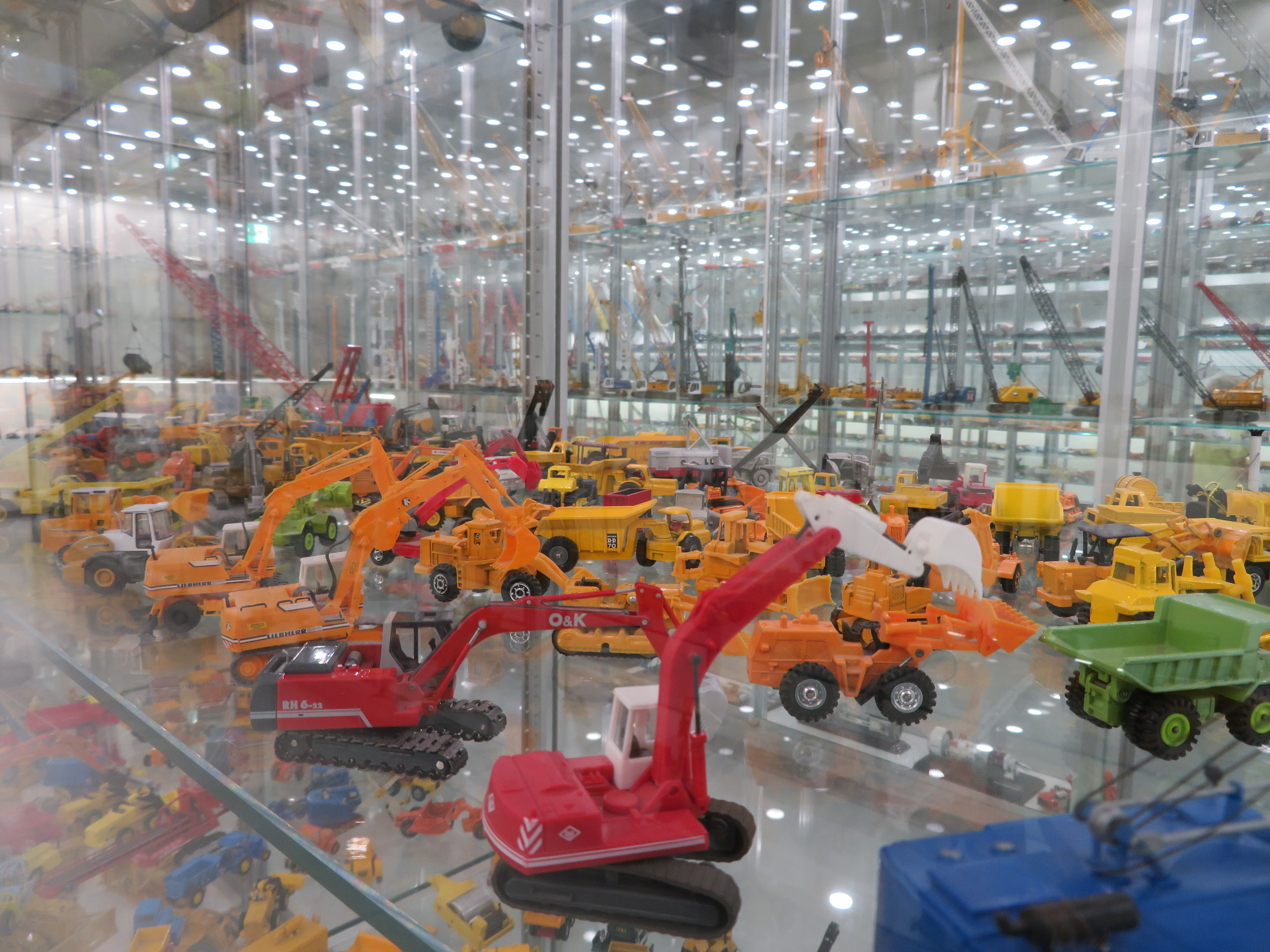
Modellausstellung, Baggermuseum
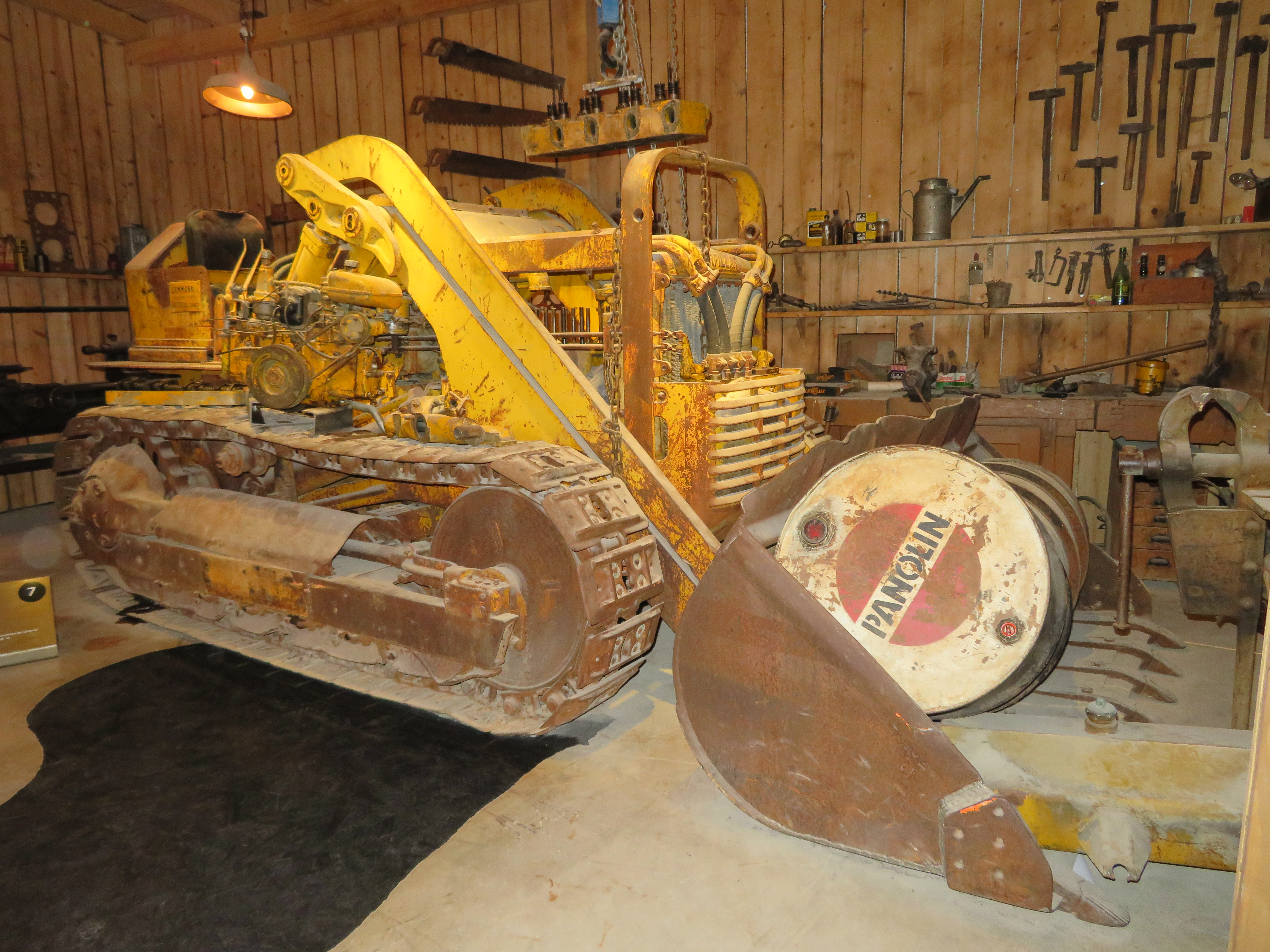
Historischer Bagger, Baggermuseum
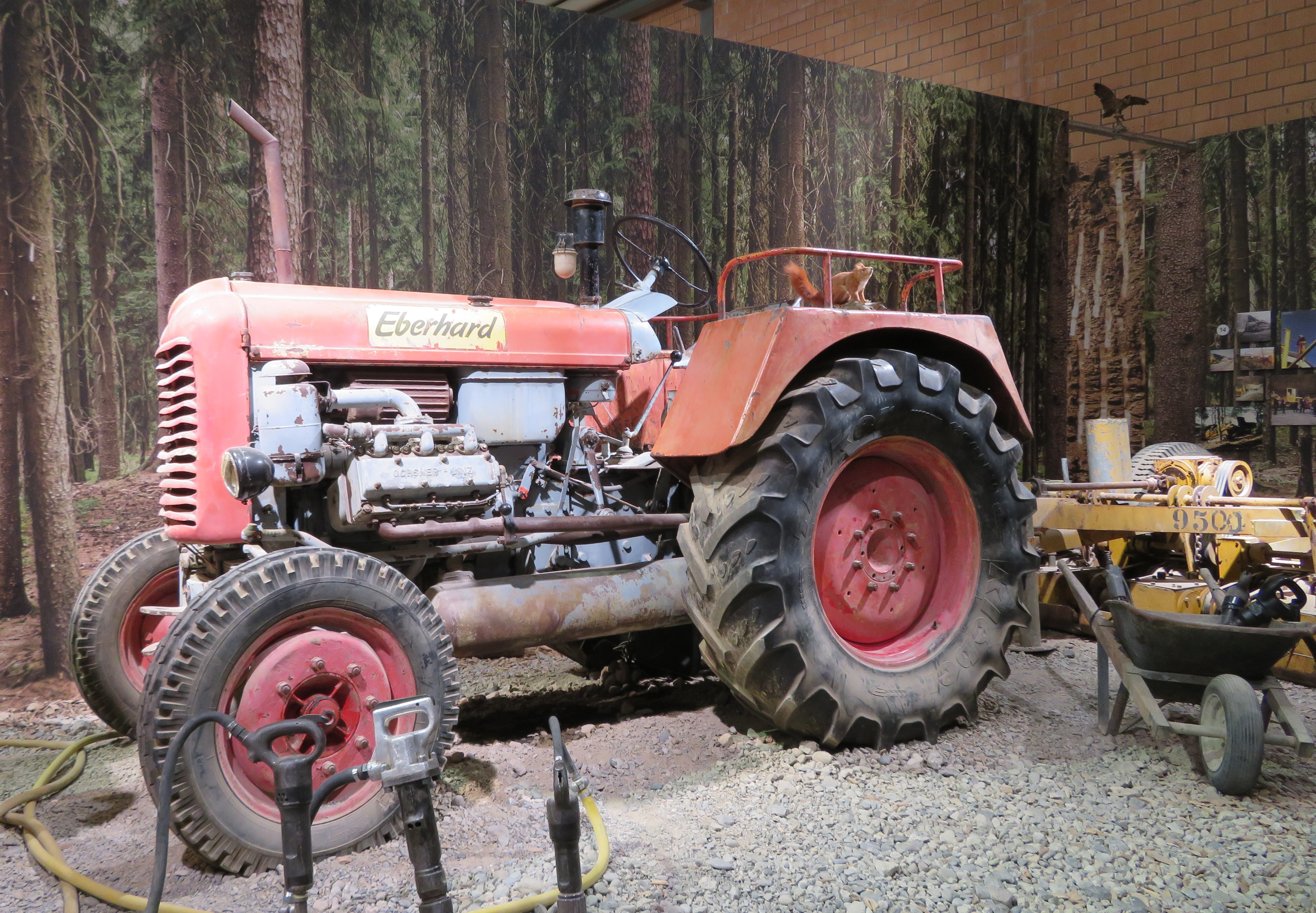
Historischer Traktor, Baggermuseum
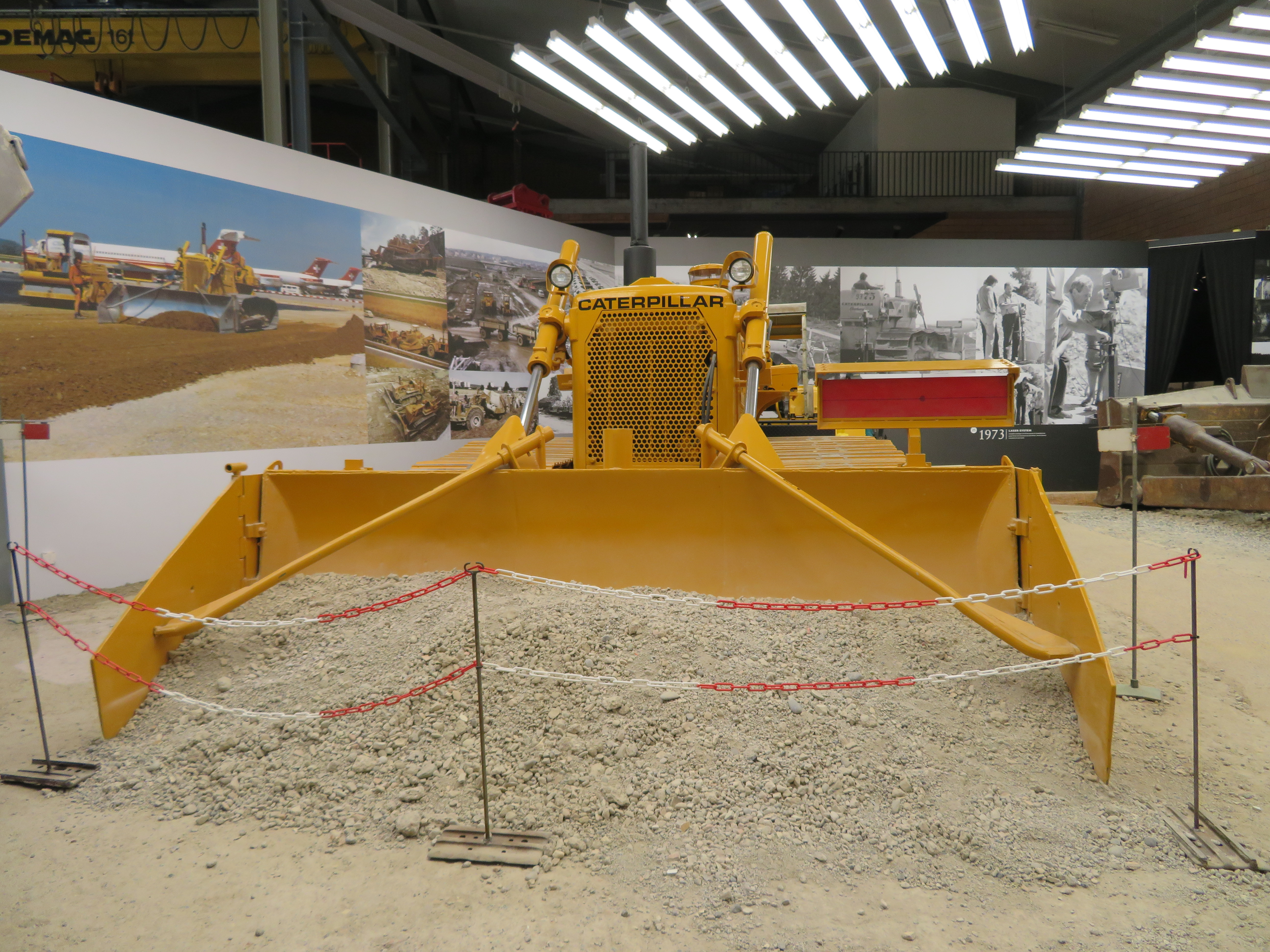
Caterpillar Raupe, Baggermuseum
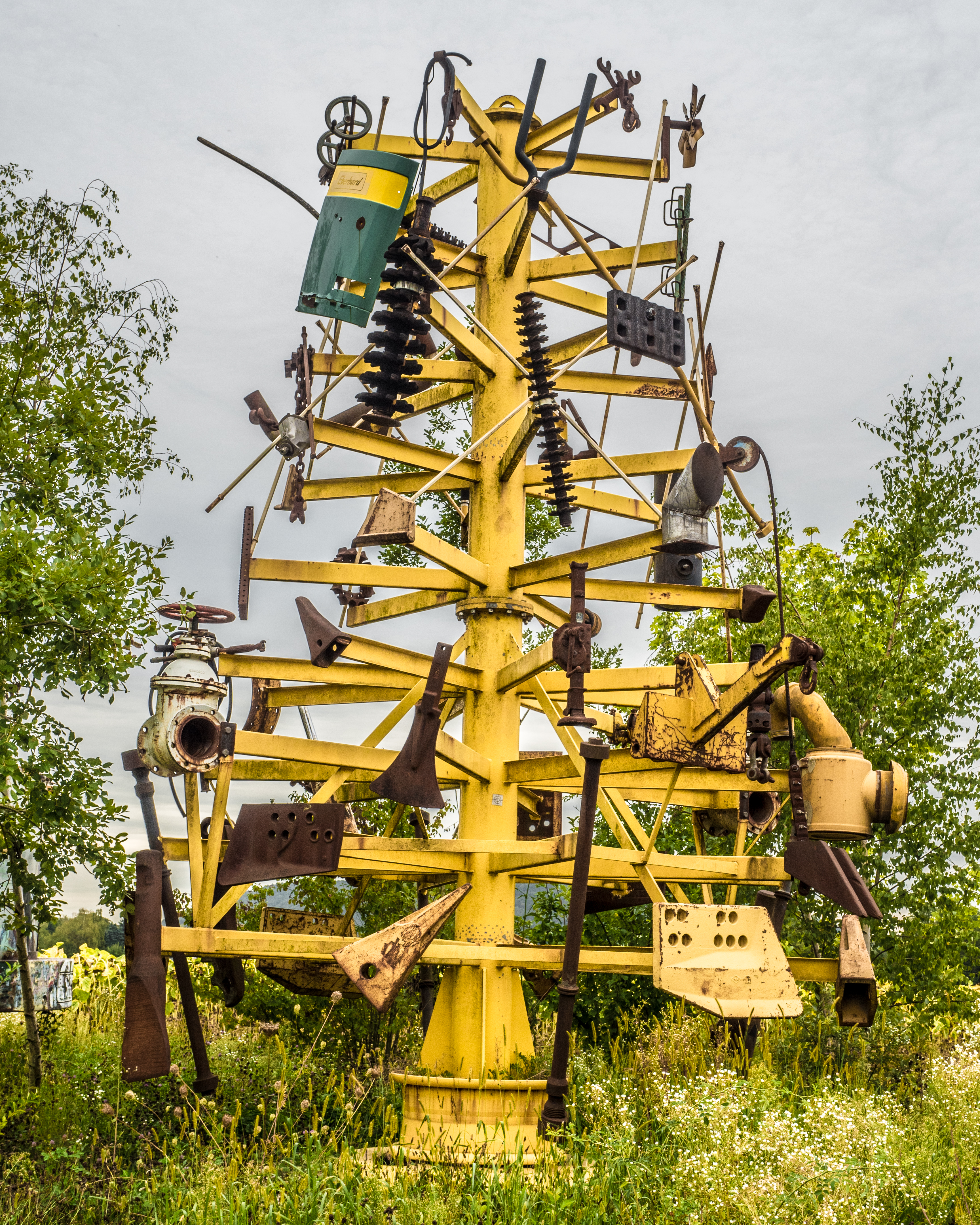
Maschinenskulptur, Baggermuseum
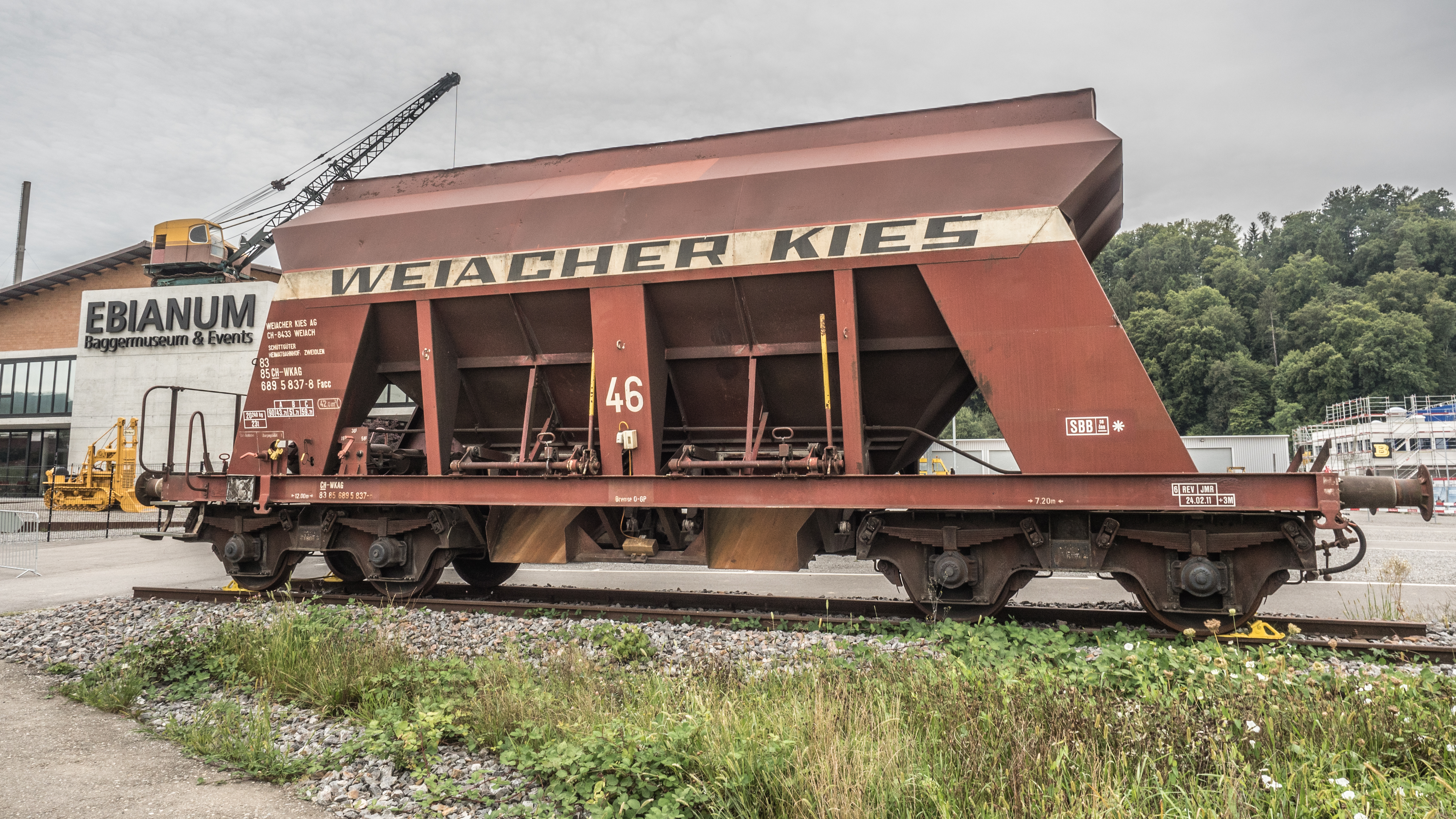
Weiacher Kies Eisenbahnwagen, Baggermuseum